# بني محمد (تفرسيت)
بني محمد هي إحدى مشيخات المملكة المغربية، تتبع جغرافيا لإقليم الدريوش وإداريًا لتفرسيت. يقدر عدد سكانها بـ 2547 نسمة حسب الإحصاء الرسمي للسكان والسكنى لسنة 2004.